# 2001: A Space Odyssey
2001: A Space Odyssey (bra: 2001: Uma Odisseia no Espaço ou 2001 - Uma Odisseia no Espaço; prt: 2001: Odisseia no Espaço ou 2001 - Odisseia no Espaço) é um filme de ficção científica de 1968 produzido e dirigido por Stanley Kubrick, co-escrito por Kubrick e Arthur C. Clarke baseado parcialmente no conto "The Sentinel" do próprio Clarke. Um romance de mesmo nome, escrito concomitantemente com o roteiro, foi publicado logo após o lançamento do filme.
Entre os temas presentes no filme estão a evolução humana, o existencialismo, a tecnologia, a inteligência artificial e a vida extraterrestre. Estéticamente, o filme é lembrado pelo seu realismo científico, pioneirismo em efeitos especiais, imagens ambíguas, próximas ao surrealismo. A sonoplastia foge das técnicas narrativas, com poucos diálogos e cenas longas com música, entre as quais destacam-se as músicas clássicas, compostas por nomes como Richard Strauss, Johann Strauss II, Aram Khachaturian e György Ligeti.
O filme é memorável por sua trilha sonora, resultado da associação feita por Kubrick entre o movimento de satélites e os dançarinos de valsas, o que o levou a usar a valsa Danúbio Azul, de Johann Strauss II, e o famoso poema sinfônico de Richard Strauss, Also sprach Zarathustra, para mostrar a evolução filosófica do Homem, teorizado no trabalho de Friedrich Nietzsche de mesmo nome.
Apesar de ter sido recebido inicialmente de forma mista, 2001: A Space Odyssey é atualmente considerado um dos melhores e mais influentes filmes já feitos. Foi indicado a quatro Oscars nas categorias de Melhor Diretor, Melhor Roteiro Original (o filme foi indicado na categoria de roteiro original, apesar de ser adaptado do conto de Arthur C. Clarke), Melhor Direção de Arte e Melhores Efeitos Visuais, ganhando nesta última. Em 1991, foi considerado "culturalmente, historicamente ou esteticamente significante" pela Biblioteca do Congresso dos Estados Unidos para ser preservado no National Film Registry.

## Características

### Título
No começo, Kubrick e Clarke se referiam ao projeto como How the Solar System Was Won, uma homenagem ao filme de 1962 How the West Was Won. Entretanto, Kubrick decidiu anunciar o projeto, em uma coletiva de imprensa no dia 23 de fevereiro de 1965, como Journey Beyond the Stars. "Outros títulos que tivemos e falharam foram Universe, Tunnel to the Stars e Planetfall", escreveu Clarke no seu livro The Lost Worlds of 2001, "Não foi até onze meses depois de começarmos—abril de 1965—que Stanley escolheu 2001: A Space Odyssey. Tanto quanto consigo me lembrar, foi tudo ideia dele". Precisamente, o título foi pensado entre o dia 29 e 30 de abril de 1965. Com o objetivo de definir o filme para além do padrão "monstros e sexo" dos filmes de ficção científica da época, Kubrick usou Odisseia, de Homero, como inspiração para o título. "Nos ocorreu", disse ele, "que para os gregos, as vastas extensões do mar devem ter tido o mesmo tipo de mistério e de afastamento que o espaço tem para a nossa geração".

### Estilo
Clarke e Kubrick escreveram o livro e o roteiro simultaneamente, mas enquanto Clarke optou por explicações mais claras sobre o misterioso monólito e o portal estelar em seu livro, Kubrick decidiu fazer seu filme mais crítico e enigmático ao manter o diálogo e as explicações específicas no mínimo. "2001", diz Kubrick, "é basicamente uma experiência visual e não verbal" que evita a palavra dita para alcançar o subconsciente do espectador de um modo essencialmente poético e filosófico. O filme é uma experiência subjetiva que "acerta o espectador em um nível interior de consciência, como a música faz, ou a pintura".
O filme transmite o que alguns observadores têm descrito como um sentimento do sublime e do numinoso. Roger Ebert nota que:
A trilha [rejeitada] de North, que está disponível em gravação, é um bom trabalho de composição, porém teria sido errada para 2001 porque, como todas as trilhas, elas tentam subliminar a ação—para nos dar pistas emocionais. A música clássica escolhida por Kubrick existe fora da ação. Quer ser sublime; traz uma seriedade e transcendência para o visual. 
Em um livro de arquitetura, Gregory Caicco escreve que 2001: A Space Odyssey ilustra como nossa busca pelo espaço é motivada por dois desejos contraditórios, um "desejo pelo sublime" caracterizado pela necessidade de encontrar algo totalmente outro do que nós mesmo—"algo numinoso"—e o desejo conflitante por uma beleza que não nos faz mais sentir "perdidos no espaço", porém em casa. Similarmente, um artigo na The Greenwood Encyclopedia of Science Fiction and Fantasy, intitulado "Senso de Admiração", descreve como 2001 cria um "numinoso senso de admiração" ao mostrar um universo que inspira um sentimento de reverência, que ao mesmo tempo, sentimos que podemos entender.

## Enredo

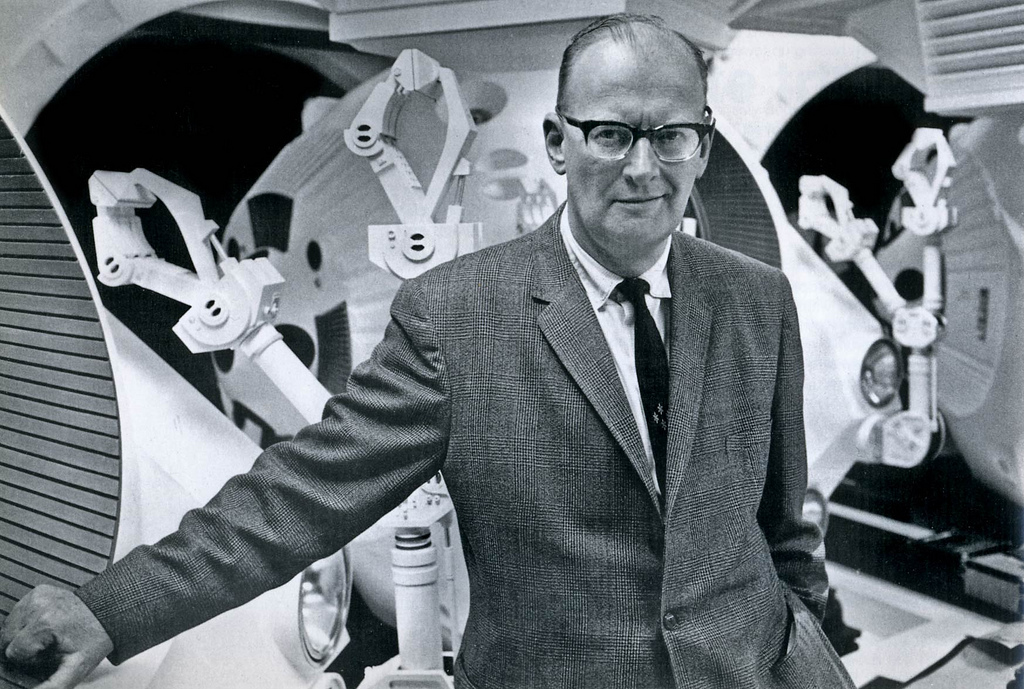
Arthur C. Clarke em 1965

O filme consiste de quatro grandes seções, todas, com a exceção da segunda, introduzidas por letreiros.

### A Aurora do Homem
Uma tribo de hominídeos  está procurando por comida no deserto africano. Um leopardo mata um dos membros, e uma outra tribo de homens-macacos os afugenta de um poço de água. Derrotados, eles dormem em uma pequena cratera de pedra exposta, acordando para encontrar um monólito preto que apareceu na frente deles. Eles se aproximam grunhindo e pulando, eventualmente o tocando com cuidado. Pouco tempo depois, um dos macacos percebe que ele pode usar um osso tanto como uma ferramenta quanto como uma arma, o macaco usa para matar uma presa para come-la. Mais tarde eles conseguem o controle do poço de água ao matarem o líder da outra tribo utilizando-se para tal feito do osso-arma.

### AMT-1
Um avião espacial da Pan Am leva o Dr. Heywood R. Floyd para uma estação espacial na órbita da Terra para um descanso de sua viagem a Base Clavius na Lua. Depois de videotelefonar para sua filha, ele encontra sua amiga Elena, uma cientista russa, e seu colega Dr. Smyslov, que pergunta à Floyd sobre "coisas estranhas" ocorrendo em Clavius e de um rumor sobre uma misteriosa epidemia se espalhando pela base. O americano se recusa a responder qualquer pergunta sobre a epidemia.
Em Clavius, Floyd tem uma reunião com o pessoal da base, se desculpando pelo encobrimento da história da epidemia, mas salientando sigilo. Sua missão é investigar um artefato recém encontrado — Anomalia Magnética Tycho Um (AMT-1) — "deliberadamente enterrada" há quatro milhões de anos. Floyd e outros vão de ônibus lunar até o artefato, um monólito preto idêntico àquele encontrado pelos macacos. Os visitantes examinam o monólito, e posam para uma fotografia na frente dele. Enquanto fazem isso, eles ouvem um sinal de rádio muito alto vindo do monólito.

### Missão Júpiter
Dezoito meses depois, a nave espacial Discovery One está a caminho de Júpiter. A bordo estão o Dr. David Bowman e o Dr. Frank Poole, e outros três cientistas em hibernação criogênica.. "Hal" é o computador HAL 9000 da nave, que comanda a maioria das operações da Discovery. Enquanto Bowman e Poole assistem a Hal e eles mesmos serem entrevistados pela BBC, o computador afirma que ele é "infalível e incapaz de erro". Ele também fala de seu entusiasmo para a missão, e como ele gosta de trabalhar com humanos. Quando perguntado pelo entrevistador se Hal possui emoções genuínas, Bowman fala que ele parece ter, porém a verdade é desconhecida.
Hal pergunta a Bowman sobre o mistério e segredo não usuais em volta da missão, porém ele se auto interrompe para reportar uma falha no dispositivo que controla a antena principal da nave. Depois de recolher o componente por um casulo de atividade extraveicular, os astronautas não conseguem encontrar nenhum problema. HAL sugere reinstalar o componente e deixá-lo falhar para que o problema possa ser encontrado. O controle da missão concorda, porém eles avisam os astronautas que os resultados vindos do computador gêmeo HAL deles indica que o HAL da nave está em erro prevendo a falha. Quando consultado, Hal insiste que o problema, como todos os problemas com a série HAL, são devidos a "erro humano". Preocupados com o comportamento de Hal, Bowman e Poole entram em um dos casulos extra veiculares para conversarem sem o computador poder ouvi-los. Ambos têm um "mau pressentimento" sobre Hal, apesar da série HAL ter confiabilidade perfeita, porém decidem seguir as instruções do computador e substituir o equipamento. Enquanto os astronautas concordam em desativar o computador se ele estiver errado, ambos não sabem que Hal está lendo seus lábios através da janela.
Enquanto tentava substituir a unidade durante uma caminhada espacial, o casulo extra veicular de Poole, controlado por Hal, corta seu cabo de oxigênio e o deixa a deriva. Bowman, não percebendo que o responsável foi o computador, pega outro casulo e tenta resgatar Poole, deixando seu capacete para trás. Enquanto ele está fora, Hal termina as funções vitais dos tripulantes em animação suspensa. Quando Bowman retorna a nave com o corpo de Poole, Hal se recusa a deixá-lo entrar, afirmando que o plano do astronauta para desativá-lo põe em perigo toda a missão. Bowman abre manualmente a trava espacial de emergência e, arriscando sua vida, consegue entrar na nave. Depois de vestir seu capacete, Bowman vai até o núcleo de memória de HAL 9000 com a intenção de desconectar o computador. Primeiramente Hal tenta tranquilizar Bowman, depois pede para que ele pare, e depois começa a demonstrar medo—tudo com uma voz monótona e constante. O astronauta o ignora e desconecta cada um dos módulos do computador. Hal eventualmente regride a sua programação mais antiga na memória, a canção "Daisy Bell", que ele canta para Bowman.
Quando o computador é finalmente desconectado, um vídeo pré-gravado por Floyd se inicia. Nele, ele revela a existência de dois monólitos, um na lua e um em Júpiter, "sua origem e propósito, ainda um mistério total". Floyd adiciona que o monólito permaneceu completamente inerte, exceto por uma única, muito poderosa, emissão de rádio direcionada a Júpiter.

### Júpiter e Além do Infinito
Em Júpiter, Bowman deixa a Discovery One em um casulo extraveicular e encontra um outro monólito em órbita do planeta. Ao se aproximar dele, o casulo é puxado para dentro de um túnel de luzes coloridas, e um desorientado e aterrorizado Bowman se vê viajando em alta velocidade através de vastas distâncias do espaço, vendo imagens de bizarros efeitos cosmológicos e estranhas paisagens alienígenas de cores incomuns. Ele se vê, com meia idade e ainda em sua roupa espacial, em um quarto contendo uma decoração no estilo Luís XVI. Bowman vê progressivamente versões mais velhas dele próprio, seu ponto de vista muda em cada tempo, alternadamente aparecendo vestido a rigor e jantando, e finalmente como um homem muito velho deitado em uma cama. Um monólito preto aparece ao lado da cama, e enquanto Bowman se aproxima, ele é transformado em um ser parecido com um feto humano, cercado por uma orbe transparente de luz. O novo ser flutua no espaço ao lado da Terra, contemplando-a.

## Elenco
- Keir Dullea como Dr. David Bowman
- Gary Lockwood como Dr. Frank Poole
- William Sylvester como Dr. Haywood R. Floyd
- Douglas Rain como a voz de HAL 9000
- Donald Richter como chefe macaco
- Leonard Rossiter como Dr. Andrei Smyslov
- Margaret Tyzack como Elena
- Robert Beatty como Dr. Ralph Halvorsen
- Frank Miller como controlador da missão
- Edward Bishop como capitão da nave Lunar
- Edwina Carroll como comissária de bordo da Aries
- Penny Brahms como comissária de bordo
- Heather Downham como comissária de bordo
- Alan Gifford como pai de Poole
- Ann Gillis como mãe de Poole
- Vivian Kubrick como filha de Floyd
- Kenneth Kendall como anunciante da BBC

## Produção

### Roteiro

#### Kubrick e Clarke se encontram
Após finalizar Dr. Strangelove (1964), Stanley Kubrick ficou fascinado com a possibilidade de vida extraterrestre, e decidido a  fazer "o proverbial bom filme de ficção científica". Procurando por um colaborador adequado na comunidade de ficção científica, recebeu a indicação do famoso escritor Arthur C. Clarke por um conhecido em comum, o funcionário da Columbia Pictures Roger Caras. Embora convencido de que Clarke era "um recluso, um maluco que vive em uma árvore", Kubrick concordou que Clarke apresentasse a ele a proposta do filme. Clarke respondeu que estava "assustadoramente interessado em trabalhar com enfant terrible", e adicionou "o que faz Kubrick pensar que sou recluso?". Encontraram-se pela primeira vez em Nova York no dia 22 de abril de 1964 e começaram a discutir o projeto que tomaria dois anos de suas vidas.

#### Procura de material base
Kubrick disse a Clarke que ele estava procurando o melhor modo de fazer um filme sobre a relação do Homem com o universo, e estava, nas palavras de Clarke, "determinado em criar um trabalho de arte que despertaria as emoções de admiração, reverência,... mesmo, se apropriado, terror". Clarke ofereceu à Kubrick seis de seus contos, e em maio, Kubrick havia escolhido um deles—"The Sentinel"—como material base para seu filme. Na procura de mais material para expandir o enredo do filme, os dois passaram o resto de 1964 lendo livros sobre ciência e antropologia, assistindo filmes de ficção científica e refletindo ideias. Clarke e Kubrick passaram dois anos transformando "The Sentinel" em um livro, e depois em um roteiro para 2001. Clarke notou que seu conto "Encounters in the Dawn" inspirou a sequência da Alvorada do Homem em 2001.
Em 1964, enquanto tinham a intenção de estudar as estruturas universais de todos os mitos humanos, Kubrick e Clark tiveram a ajuda do estudo The Hero with a Thousand Faces, de Joseph Campbell.

#### Desenvolvimento paralelo de filme e romantização
Os colaboradores originalmente planejaram desenvolver o livro primeiro, livre de restrições de um roteiro normal, e depois escrever o roteiro; eles previram que os créditos seriam "Roteiro de Stanley Kubrick e Arthur C. Clarke, baseado no livro de Arthur C. Clarke e Stanley Kubrick" para refletir suas proeminências em seus respectivos campos. Na prática, todavia, as ideias cinemáticas requeriam que o roteiro fosse desenvolvido em paralelo com o livro, com uma fertilização cruzada entre os dois. Em uma entrevista à Joseph Gelmis em 1970, Kubrick explica:
| “ | Há muitas diferenças entre o livro e o filme. O livro, por exemplo, tenta explicar as coisas mais explicitamente do que o filme, o que é inevitável em uma mídia verbal. O livro surgiu depois de escrevermos um tratamento em prosa de 130 páginas do filme, logo no início. Esse tratamento inicial foi subsequentemente transformado em um roteiro, e o roteiro por sua vez foi alterado durante a produção do filme. Porém Arthur pegou todo o material existente, mais uma impressão de alguns dos juncos, e escreveu o romance. Como resultado, há uma diferença entre o filme e o livro... Eu acho que as diferenças entre os dois trabalhos são interessantes. | ” |

No final, os créditos do roteiro foram divididos enquanto o livro foi atribuído apenas à Clarke, porém o autor mais tarde escreveu que "a maior aproximação à complicada verdade" é que o roteiro deveria ser creditado à "Kubrick e Clarke" e o romance para "Clarke e Kubrick".

#### Representação de vida extraterrestre
O astrônomo Carl Sagan escreveu em seu livro The Cosmic Connection que Clarke e Kubrick perguntaram sua opinião de como melhor representar a inteligência extraterrestre. Sagan, embora reconhecendo o desejo de Kubrick de usar atores para interpretar os alienígenas humanoides por questão de conveniência, argumentou que formas de vida alienígenas eram improváveis de ter alguma semelhança com a vida terrestre, e que para fazer isso seria "pelo menos um elemento de falsidade" ao filme. Sagan propôs que o filme sugerisse, ao invés de mostrar, superinteligência extraterrestre. Ele foi a estreia e ficou "feliz em ver que fui de alguma ajuda". Kubrick deu a entender a natureza da misteriosa espécie alienígena não vista em 2001, ao sugerir, em uma entrevista em 1968, que dados os milhões de anos de evolução, eles progrediram de seres biológicos para "entidades máquinas imortais", e depois para "seres de pura energia e espírito"; seres com "capacidades ilimitadas e inteligência indomável". Porém, Stanley Kubrick resolveu ignorar todas as opiniões do jovem astrônomo, fazendo com que ele e Clarke escolhessem pela ambiguidade de forma independente das opiniões do Carl Sagan.

#### Representação dos computadores

Olho-câmera de cor vermelha, usado para representar HAL 9000

Como personagem central do segmento "Missão Júpiter" do filme, HAL 9000 foi mostrado por Kubrick tendo tanta inteligência como os seres humanos, possivelmente mais, enquanto compartilha as mesmas "potencialidades emocionais". Kubrick concordava com os teóricos que acreditavam que computadores altamente inteligentes podiam aprender pela experiência e iriam, inevitavelmente, desenvolver emoções como medo, amor, ódio e inveja. Tais máquinas, disse ele, eventualmente manifestariam desordens mentais humanas, p.e. um colapso nervoso, e HAL 9000 teve um destes colapsos neste filme.
Clark notou que, contrariamente ao rumor popular, foi uma coincidência as letras da sigla HAL precederem as letras da sigla IBM. Um dos significados da sigla HAL é: "Heuristic ALgoritmic". O primeiro nome aparece no romance de Clarke de 2001 e o segundo no livro sequência, 2010. Na ciência da computação, heurístico é um procedimento programável não necessariamente baseado em regras fixas, produzindo uma suposição bem informada usando tentativa e erro. Um heurístico mesmo assim pode produzir resultados errôneos (como em um programa de computador que planeja rotas, ou que tenta prever coisas como o mercado de ações, resultados esportivos ou o clima). Algumas vezes, no caso de metaheurísticos, isso implica selecionar, no momento, um dos vários métodos para resolver um problema baseado em experiências prévias em esforços para resolver o problema. Por outro lado, um algoritmo é um procedimento programável que reproduz resultados usando métodos estabelecidos e invariáveis (como calcular raízes quadradas).

#### Representação de espaçonaves

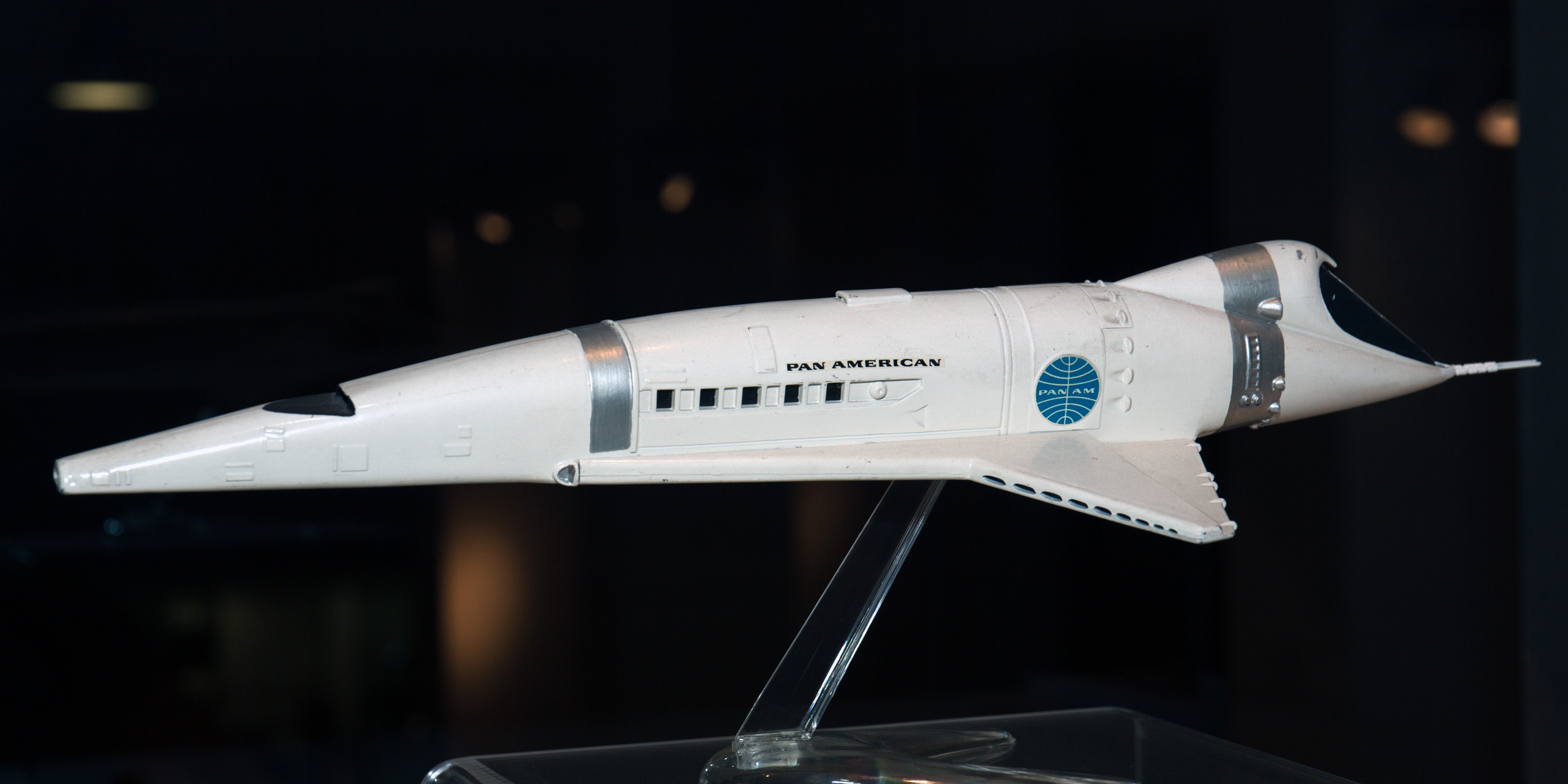
Modelo do avião espacial Orion III no Science Museum London

Todos os veículos de 2001 foram desenhados com cuidado extremo para que os modelos em pequena escala e os cenários em escala real parecessem realistas. A equipe de modelos foram lideradas pelos contratados de Kubrick da NASA, consultor científico Fred Ordway e o diretor de arte Harry Lange, junto com Anthony Masters que foi responsável por transformar os desenhos em modelos reais. Ordway e Lange insistiram em saber "o propósito e a funcionalidade de cada conjunto e componente, até a rotulagem dos botões individuais e apresentação nas telas de operações plausíveis, diagnósticos e outros dados". O time de 35 desenhistas de Kubrick frequentemente se frustrava com as mudanças do roteiro feitas após a criação de vários desenhos para as naves. Douglas Trumbull, supervisor chefe de efeitos especiais, escreveu "Um dos problemas mais sérios que nos atormentaram por toda a produção foi simplesmente acompanhar todas as ideias, tomadas, mudanças e constantemente re-avaliar e atualizar os desenhos, storyboards e o próprio roteiro. Para cuidar disso tudo... uma 'sala de controle'... foi usada para acompanhar todo o progresso no filme". Ordway (que trabalhou na criação da estação espacial e em cinco dos veículos principais) disse que a indústria americana tinha problemas em satisfazer Kubrick com equipamentos, enquanto aspectos do desenho de todos os veículos tinham de ser atualizados frequentemente para acomodar as rápidas mudanças do roteiro. Eventualmente, ideias conflitantes do que Kubrick tinha em mente, o que Clarke estava escrevendo, e o equipamento e realidades veiculares emergindo de Ordway, Lange, Masters e do supervisor de construção Dick Frift e sua equipe, aglutinaram-se no desenho e construção das naves antes do início das filmagens em dezembro de 1965.

#### Estágios de desenvolvimento de roteiro e livro
Arthur C. Clarke manteve um diário de seu envolvimento em 2001, com algumas partes sendo publicadas em 1972 no livro The Lost Worlds of 2001. O roteiro passou por vários estágios de desenvolvimento onde ideias de enredo foram consideradas e subsequentemente descartadas. No começo de 1965, quando o apoio foi garantido para Journey Beyond the Stars, os roteiristas ainda não tinham uma ideia clara do que aconteceria com Bowman depois da sequência do Portal Estelar. Em 17 de outubro de 1965, Kubrick teve o que Clarke chamou de "uma ideia maluca de robôs serventes que criam um ambiente vitoriano para colocar nossos heróis com facilidade". Inicialmente, todos os astronautas de Discovery iriam sobreviver à jornada; a decisão de deixar Bowman como o único sobrevivente e de fazê-lo regressar a infância foi concordada em 3 de outubro de 1965. O computador HAL originalmente recebeu o nome de "Atena", a deusa grega da sabedoria, com uma voz e personalidade feminina.
Rascunhos iniciais incluíam um curto prólogo contendo entrevistas com cientistas sobre a vida extraterrestre, narração (algo presente em todos os filmes anteriores de Kubrick), uma forte ênfase no equilíbrio do terror vigente na Guerra Fria, um cenário um pouco diferente e mais explicitamente explicado para a quebra de HAL, e um monólito diferente para a sequência "Alvorada do Homem". Os últimos três sobreviveram no livro final de Clarke, que também mantinha o uso de Saturno dos rascunhos iniciais como destino da Discovery One ao invés de Júpiter, e o final descartado do Filho Estelar explodindo as armas nucleares em satélites terrestres. Clarke havia sugerido esse final à Kubrick, de brincadeira chamando-o de "Filho do Dr. Strangelove"; uma referência ao filme anterior de Kubrick. Achando que a similaridade dessa conclusão à seu filme anterior seria um detrimento, Kubrick optou por um final mais pacífico.
Algumas mudanças foram feitas simplesmente por motivos de logística de filmagens. A produção não conseguiu desenvolver uma versão convincente dos anéis de Saturno; por isso a mudança para Júpiter, enquanto alguns protótipos do monólito não ficaram bons em tela. Entretanto, outras mudanças eram devidas ao desejo crescente de Kubrick de fazer o filme mais não-verbal, atingindo o espectador em um nível visual e visceral ao invés de uma narrativa convencional.

#### Remanescentes de rascunhos iniciais no filme final
Enquanto muitas ideias foram descartadas totalmente, pelo menos dois remanescentes de ideias anteriores de enredo permaneceram no filme final.

##### Colapso de HAL
Enquanto o filme deixa o mistério, rascunhos iniciais do roteiro explicam que o colapso de HAL é ativado por autoridades na Terra, que mandam o computador reter informações dos astronautas sobre o propósito da missão (isso também é explicado no filme sequência de 2001, 2010). Frederick Ordway, o consultor científico e técnico de Kubrick, trabalhando em cópias pessoais de rascunhos iniciais, afirma que em uma versão anterior, Poole diz à HAL que há "... algo sobre essa missão que não nos disseram. Algo que o resto da equipe sabe e que você sabe. Queremos saber se isso é verdade", com HAL respondendo de forma enigmática: "Me desculpe Frank, porém acho que não posso responder a essa pergunta sem saber o que todos vocês sabem". Nessa versão, HAL falsamente prevê a falha do equipamento que mantém o contato de rádio com a Terra (a fonte das difíceis ordens de HAL) durante a transmissão da mensagem de feliz aniversário vinda dos pais de Frank Poole.
Apesar do filme retirar essa explicação, ela é sugerida quando HAL pergunta à Bowman se o último se sente incomodado com os "mistérios" e "segredos" em volta da missão e sua preparação. Depois de Bowman concluir que HAL está deliberadamente elaborando um "relatório psicológico da tripulação", o computador faz a falsa previsão da falha do equipamento.
Em entrevista à Joseph Gelmis, Kubrick diz que "HAL teve uma aguda crise emocional porque ele não conseguia aceitar as evidências de sua própria falibilidade".

##### Natureza militar dos satélites em órbita

O corte de quatro milhões de anos.

Outro resquício de ideias de enredo descartadas é em relação ao famoso corte de um osso-arma pré-histórico para um satélite em órbita, seguido sequencialmente pelas visualizações de mais três satélites. Kubrick tinha a intenção de ter um narrador explicitamente dizendo que os satélites são plataformas para armas nucleares enquanto fala de um impasse nuclear entre as superpotências. Isso iria pressagiar a agora descartada conclusão com o Filho da Estrela as detonando. Piers Bizony, em seu livro 2001 Filming the Future, afirma que depois de encomendar os desenhos para as plataformas nucleares orbitantes, Kubrick ficou inquieto para evitar muitas associações com Dr. Strangelove e decidiu não deixar óbvio que elas eram "máquinas de guerra". Alexander Walker, em um livro que ele escreveu com a autorização e assistência de Kubrick, descreve o osso como "transformado em uma nave espacial do ano 2001 d.C. enquanto orbita o negrume ao redor da Terra", e diz que Kubrick eliminou do filme final o tema do impasse nuclear entre os Estados Unidos e a União Soviética, cada um com uma bomba nuclear em órbita. Kubrick achava que isso "não tinha nenhum lugar no desenvolvimento temático do filme" com as bombas agora sendo uns "arenques vermelhos em órbita". Walker ainda nota que os espectadores da década de 1960 saberiam de um acordo que havia sido recentemente feito em 1967 entre as potências para não colocar armas nucleares no espaço, e se o filme sugerisse o contrário, "teria levantado questões irrelevantes para sugerir isso como uma realidade do século XXI". Clarke diz que não apenas o propósito militar dos satélites "não é dito no filme, como não há nenhuma necessidade", adicionando que "Stanley não queria ter nada a ver com bombas depois de Dr. Strangelove". Kubrick, em uma entrevista para o The New York Times em 1968, meramente se refere aos satélites como "naves espaciais", como o entrevistador, porém observa que o corte do osso para a nave mostra que eles evoluíram de "ossos como armas", dizendo "É simplesmente um fato observável que toda a tecnologia do homem cresceu a partir de sua descoberta de uma arma-ferramenta".
Nada no filme chama a atenção do propósito dos satélites. James John Griffith, em uma nota de rodapé de seu livro Adaptations As Imitations: Films from Novels, escreve "Gostaria de saber, por um momento, como vários críticos, comentando o corte que liga a pré-história e o futuro da humanidade, podem identificar — sem se referenciar ao livro de Clarke — que o satélite é uma arma nuclear". Arthur C. Clarke descreve a sequência osso-para-satélite no filme, dizendo "O osso sobe e se transforma no que deveria ser uma bomba em órbita, uma arma no espaço. Bem, isso não é deixado claro, nós assumimos que é algum tipo de veículo espacial em um corte de três milhões de anos". O ex pesquisador assistente da NASA Steven Pietrobon escreve que "A nave orbital vista enquanto fazemos o salto da Alvorada do Homem para os tempos contemporâneos era para ser uma plataforma carregando dispositivos nucleares, porém o filme não deixa isso claro". A vasta maioria dos críticos inicialmente interpretou os satélites como naves espaciais genéricas.
A percepção de que os satélites são armas nucleares persiste na mente de alguns críticos (e de alguns cientistas espaciais), todavia, isso é devido as suas aparências e afirmações feitas pela equipe de produção que ainda se referem a eles como armas. Walker, em seu livro, Stanley Kubrick, Director, nota que apesar das bombas não mais se encaixarem na temática revisada de Kubrick (assim se tornando "arenques vermelhos"), "mesmo assim a partir das marcas nacionais ainda visíveis no primeiro e segundo veículo espacial que vemos,  podemos conjecturar que elas são bombas americanas e russas". Pietrobon, que foi consultor no website Starship Modeler sobre os modelos do filme, observa pequenos detalhes nos satélites como símbolos de forças aéreas e "canhões". No filme, o símbolo da Força Aérea dos EUA, e bandeiras da China e Alemanha (incluindo o que parece ser uma cruz Maltês) podem ser vistas em três satélites, que correspondem a três bombas de países que apareciam em versões anteriores do roteiro.
A equipe de produção continuou a se referir aos satélites como "bombas" (além de Clarke) incluindo o diretor de arte Harry Lange (anteriormente um ilustrador para a indústria espacial), que desde a estreia do filme tem mostrado seus desenhos originais para todas as espaço naves para Simon Atkinson, referindo-se a elas como "bombas em órbita". Fred Ordway, o consultor científico do filme, enviou um memorando a Kubrick depois do lançamento do filme listando sugestões de mudanças, em sua maior parte reclamando sobre a falta de narração e cenas diminuídas. Em um momento ele escreve: "Sem aviso, cortamos para as bombas em órbita. E para uma pequena, narração de introdução, ausente na versão presente". Muitos membros da equipe de produção ajudaram Jerome Angel a escrever um livro sobre a produção do filme em 1970, onde legendas descrevem os objetos como "satélites em órbita carregando armas nucleares". O ator Gary Lockwood, no comentário em áudio do DVD, diz que o primeiro satélite é um arma, assim fazendo o famoso corte de osso para satélite um "corte arma para arma". Várias resenhas recentes do filme se referem a eles como satélites armados, possivelmente influenciados pelo comentário de Lockwood.

## Recepção crítica
Após o lançamento, 2001 polarizou a opinião crítica, recebendo elogios em êxtase e escárnio veemente. Alguns críticos viram o original corte de 161 minutos mostrado em estreias em Washington D.C., Nova York e Los Angeles, enquanto outros viram dezenove minutos a menos na versão de lançamento geral que estava em cartaz a partir de 10 de abril de 1968 em diante.
No The New Yorker, Penelope Gilliatt disse que era "uma espécie de grande filme, e um esforço inesquecível ... O filme é hipnoticamente divertido, e é engraçado sem ser uma vez improvisada, mas também é bastante angustiante". Charles Champlin do Los Angeles Times opinou que a imagem que os fãs de ficção científica de todos os tempos e em todos os cantos do mundo têm orado (às vezes tristemente) que a indústria pode algum dia dar-lhes era " é uma indicação final do filme de ficção científica, uma realização impressionante do futuro espacial ... é um marco, um marco para uma spacemark, na arte do cinema". Louise Sweeney do The Christian Science monitor sentiu que 2001 foi" uma brilhante sátira intergaláctica sobre a tecnologia moderna. É também um deslumbrante passeio de 160 minutos do diretor Kubrick através do universo lá fora além de nossa terra. " [144] Philip French escreveu que o filme era" talvez o primeiro filme super colossal multimilionário desde DW Griffith Intolerância há cinquenta anos que pode ser considerado como o trabalho de um homem ... Space Odyssey é importante como o ponto alto de tomada de filme de ficção científica, ou pelo menos de ramo futurista do gênero". The Boston Globe Review indicou que era "filme mais extraordinária do mundo. Nada como isso já foi mostrado em Boston antes ou, para essa matéria, em qualquer lugar ... O filme é tão emocionante como a descoberta de uma nova dimensão na vida". Roger Ebert deu ao filme quatro estrelas em seu comentário original , acreditando que o filme "sucede magnificamente em uma escala cósmica". Mais tarde, ele colocou em sua lista Top 10 para Sight & Sound.Time deu pelo menos sete mini-revisões diferentes do filme em várias edições em 1968, cada uma ligeiramente mais positiva do que a anterior; na revisão final de 27 de dezembro de 1968, o compartimento chamado 2001 "um filme épico sobre a história e o futuro da humanidade, brilhantemente dirigido por Stanley Kubrick. Os efeitos especiais são de mexer com a sua cabeça". Diretor Martin Scorsese também é listado como um de seus filmes favoritos de todos os tempos. O crítico David Denby posteriormente comparados Kubrick para o monólito de 2001: Uma Odisseia no Espaço, chamando-o de" força da inteligência sobrenatural, aparecendo em grandes intervalos entre gritos agudos, que dá ao mundo um pontapé violento até o próximo degrau da escada evolutiva".

## Influência

### Influência no filme
A influência de 2001 em cineastas posteriores é considerável. Steven Spielberg , George Lucas e outros, incluindo muitos técnicos de efeitos especiais, discutiram o impacto que o filme teve sobre eles em um featurette intitulado Pé sobre os ombros de Kubrick: O legado de 2001 , incluiu na versão 2007 DVD do filme. Spielberg chama de "big bang" de sua geração filme, enquanto Lucas diz que foi "extremamente inspiradora", rotulando Kubrick como "cineasta do cineasta." Sydney Pollack refere como "inovador", e William Friedkin afirma 2001 é "o avô de todos esses filmes ". No festival de filme de Veneza de 2007, o diretor Ridley Scott afirmou que ele acreditava que 2001 foi o filme imbatível que em um sentido matou o gênero da ficção científica. Da mesma forma, o crítico de cinema Michel Ciment em seu ensaio "Odyssey de Stanley Kubrick", afirmou, "Kubrick concebeu um filme que em um curso fez toda a ciência cinema de ficção obsoleta". No entanto, outros deram crédito a 2001 com a abertura de um mercado de filmes como Encontros Imediatos do Terceiro Grau, Estrangeiro, Blade Runner e Contato; provando que  filmes de ficção científica sérios e com grande orçamento podem ser comercialmente bem sucedido, e que estabelece o "sci-fi de grande sucesso" como algo que faz parte de Hollywood. Na Revista Science Discover 's o blogger Stephen Cass, discutiu o impacto considerável do filme na subsequente de ficção científica, escreve que "as cenas de balé das naves espaciais com música clássica, os tons suaves de tarântula de HAL 9000, e o artefato alienígena final, o Monolito, "todos se tornaram duradouros ícones culturais em seu próprio direito."

### Influência na mídia
Um comentador sugeriu que a imagem da criança da estrela e a Terra tem contribuído para o aumento do ícone "toda a terra" como um símbolo da unidade da humanidade. Escrevendo em The Asia Pacific Journal, Robert Jacobs traça a história deste ícone de desenhos animados primeiros e desenhos de Terra para fotografias de Terra de missões espaciais início, à sua aparência histórica na capa de The Whole Earth Catalog.

## Histórias em quadrinhos
Em 1976, a Marvel Comics decidiu adaptar o filme em uma revista em quadrinhos one-shot de mesmo nome, confiando o trabalho a Jack Kirby, a adaptação obteve sucesso público que levou a editora a lançar uma nova publicação com episódios mensais que mantinham apenas uma vaga inspiração do filme original.